# Bané (département)
Cet article concerne le département et la commune rurame. Pour le village chef-lieu, voir Bané.
Bané est un département et une commune rurale de la province du Boulgou, situé dans la région du Centre-Est au Burkina Faso.

## Géographie

### Démographie
- En 2006, le département comptait 24 801 habitants[1].
- En 2019, le département comptait 34 507 habitants[2].

### Villages
Le département et la commune rurale de Bané est composé administrativement de vingt-trois villages, dont le village chef-lieu homonyme (populations actualisées en 2006) :
- Bané (1 095 habitants)
- Bantougri (3 028 habitants)
- Boumbin (1 054 habitants)
- Dabaré (1 312 habitants)
- Dattou (1 459 habitants)
- Douré (863 habitants)
- Gomin (716 habitants)
- Hortougou (385 habitants)
- Karéma (103 habitants)
- Koabgtenga (1 068 habitants)
- Léré (674 habitants)
- Naï (1 543 habitants)
- Nazé (933 habitants)
- Ouâda-Traditionnel (2 189 habitants)
- Ouâda-V1 (984 habitants)
- Ouâda-V2 (1 134 habitants)
- Ouâda-V3 (1 090 habitants)
- Ouâda-V4 (704 habitants)
- Oumnoghin (2 383 habitants)
- Patin (404 habitants)
- Soadin (677 habitants)
- Toabin (684 habitants)
- Zougbilin (319 habitants)

## Santé et éducation
Le département possède une maternité à Oumnoghin, deux centres de santé et de promotion sociale (CSPS) à Bané et Ouâda-Traditionnel tandis que le centre médical (CM) le plus proche se trouve Bitou.